# Karl-Heinz Brunner
Karl-Hein Brunner (n. 14 martie 1953, München) este un politician german, membru al (Partidului Social-Democrat, Sozialdemokratische Partei Deutschlands, SPD). După alegerile din 2013 a devenit membru al Parlamentului Germaniei (Bundestag).

## Biografie
După absolvirea bacalaureatului, Brunner a studiat Managementul Întreprinderilor, Jurisdicție și Management în Reutlingen, Starnberg și Bratislava. Începând cu anul 2005 lucrează ca și consultant juridic independent și ca si asociat girant în firma Illertisser Sonnenschein. Brunner este co-editor al revistei politice Berliner Republik. De asemenea este președinte al „Freundeskreises Illertissen“ - Elbogen / Loket n. O. Este voluntar la Crucea Roșie, unde e membru din 1970, precum și la Arbeiterwohlfahrt. Brunner e căsătorit și are doi copii adulți. Din 2011 deține o catedră la Facultatea Biberach în domeniul Public Private Partnership.

## Angajament politic
Brunner a intrat în Partidul Social-Democrat (SPD) în anul 1982. Din 1985 este activ în politica locală. Între 1990 – 2002 a fost primar în Illertissen, din 1996 este membru în Consiliul Local din districtul Neu-Ulm.
În 2009 și în 2013 a candidat pentru un mandat direct în circumscripția electorală Neu-Ulm; în 2013 a reușit să intre în Parlamentul Germaniei pe lista PSD (SPD) din Land-ul Bayern.
În Parlamentul Germaniei este membru în Comisia de Apărare, Comisia Juridică și pentru Drepturile Consumatorului și în Sub-Comisia Dezarmare, Controlul Armamentului și Neproliferare din cadrul Comisiei Parlamentare pentru Politică Externă. În Comisia de Apărare este raportor al partidului din care face parte pe domeniul Forțe Aeriene, în Comisia Juridică este responsabil pentru domeniul Falimentul Întreprinderilor, precum și pentru Egalitatea Homosexualilor; de asemenea este purtător de cuvânt pe teme de politică de apărare în Grupul Parlamentar Germano-Austriac.
De asemenea este membru al Partidului Social-Democrat Austriac și al Česká strana sociálně demokratická.

## Comisia OSCE de Supraveghere a Alegerilor,Ucraina2014
În calitate de membru al Adunării Parlamentare a NATO, în timpul crizei din Ucraina din 2014 Brunner a făcut parte din Comisia OSCE de Supraveghere a Alegerilor care a avut misiunea să supravegheze alegerile prezidențiale din același an. Cu această ocazie a participat și la diverse întâlniri cu asociații locale din domeniul LGBT.
1. ↑  basic data about the members of the Bundestag, accesat în 13 aprilie 2018
2. ↑   https://web.archive.org/web/20141215023357/http://www.bundestag.de/bundestag/abgeordnete18/biografien/B/brunner_karlheinz/259312, arhivat din original la 15 decembrie 2014 Lipsește sau este vid: |title= (ajutor)
3. ↑   https://bundeswahlleiter.de/bundestagswahlen/2017/gewaehlte/bund-99/b.html Lipsește sau este vid: |title= (ajutor)
4. ↑  basic data about the members of the Bundestag, accesat în 28 decembrie 2018